# Jollas minutus
Jollas minutus là một loài nhện trong họ Salticidae.
Loài này thuộc chi Jollas. Jollas minutus được Alexander Petrunkevitch miêu tả năm 1930.